# Garibolo
Garibolo fue una revista española de historieta con periodicidad semanal, editada entre 1986 y 1987 por Compañía General de Ediciones S.A. y dirigida por Monserrat Vives Malondro. Junto con la otra publicación de la editorial (Bichos), pugnó con las revistas de Editorial Grijalbo ("Guai!" y "Yo y Yo") por hacerse con el mercado de la desaparecida Editorial Bruguera. Se lanzaron también dos colecciones de álbumes de cómic del material previamente serializado en la revista, Garibolo Especial y Garibolo Star. A pesar de contar con autores reconocidos de la historieta española, tuvo una pronta desaparición.

## Trayectoria
Garibolo contó con una campaña publicitaria en televisión bajo el eslogan Manolo... ¡el Garibolo!, apareciendo su primer número el 20 de noviembre de 1986. Del mismo modo que sucedió con la revista "Guai!" de Editorial Grijalbo, varios historietistas de la escuela Bruguera se habían sumado al proyecto: Manuel Vázquez, Ramón María Casanyes, Esegé, Gosset o Ricardo Oliván, entre otros. 
La mayoría de las historietas publicadas en Garibolo seguían la estructura de las publicaciones de historieta infantil de Bruguera, como Pulgarcito o Mortadelo. En ese sentido, muchas eran continuaciones de anteriores cómics con ligeros cambios de nombre o imagen en los protagonistas, porque Bruguera retenía los derechos sobre los personajes que habían publicado. Un ejemplo fue Tita & Nic de Vázquez, adaptación de Ana y Cleto de Jauja que a su vez era una variación de Anacleto, agente secreto. Más claros son los casos de Burrus and Sapiens o Pomponivs Triponvm, simples versiones de Hugh el Troglodita y Neronius, respectivamente.
El declive de las publicaciones de historieta en España a finales de los años 1980 propició la desaparición de la revista en julio de 1987, con tan sólo 23 números publicados. La mayoría de los autores de Garibolo se marcharon a la recién creada Ediciones B de Grupo Zeta, que había adquirido los derechos de Bruguera.

## Historietas publicadas
| Aparición  | Números | Título                       | Historias de "continuará"                                                    | Autoría                 |
| ---------- | ------- | ---------------------------- | ---------------------------------------------------------------------------- | ----------------------- |
| 20/11/1986 | 1 a     | Paco Tecla y Lafayette       | El caso de los juguetes diabólicos (núm. 1 a )                               | Ramón María Casanyes    |
| 20/11/1986 | 1 a     | Tita & Nic                   | El caso del ojo dorado (núm. 1 y 2) El caso del cuñado desaparecido (núm. 3) | Vázquez                 |
| 20/11/1986 | 1       | Mares de China               |                                                                              | Carrillo                |
| 20/11/1986 | 1 a     | Hotel Bombay                 |                                                                              | Jaume Rovira            |
| 20/11/1986 | 1 a     | Javi Pantallita              |                                                                              | Jaume Rovira / Miguel   |
| 20/11/1986 | 1 a     | Nina, la chica de la tele    |                                                                              | Josep Nebot             |
| 20/11/1986 | 1 a     | Burrus and Sapiens           |                                                                              | Gosset                  |
| 20/11/1986 | 2 a     | Bum-Bum y "Los Desahuciados" |                                                                              | Jesús de Cos / Miguel   |
| 25/12/1986 | 2 a     | Torpón de los Monos          |                                                                              | Marco                   |
| 25/12/1986 | 2 a     | El Mini Rey                  |                                                                              | Joan March              |
| 25/12/1986 | 2 a     | Tito Sidecar                 |                                                                              | Jaume Ribera / Esegé    |
| 25/12/1986 | 2 a     | Mordillo Flash!              |                                                                              | Mordillo                |
| 1/01/1987  | 3       | Pomponivs Triponvm           |                                                                              | Esegé                   |
| 1/01/1987  | 3       | Tato Cantidubi               |                                                                              | Jesús de Cos / Alaminos |
| 1/01/1987  | 3       | El huésped del sótano        |                                                                              | Domenech                |